# 도쿄 메트로 지요다선
도쿄 지하철 9호선 지요다 선(東京地下鉄9号線千代田線)은 도쿄 지하철의 철도 노선으로, 일본 도쿄도 시부야구에 있는 요요기우에하라 역과 도쿄도 아다치구에 있는 아야세역을 잇는 본선과, 아야세 역과 아다치구의 기타아야세 역을 잇는 지선으로 구성된다. 일반적으로는 도쿄 메트로 지요다 선(일본어: 東京メトロ千代田線 도쿄메토로치요다센[*]) 이나 지하철 지요다 선(일본어: 地下鉄千代田線 지카테쓰치요다센[*]) 이라고 불린다. 노선 색은 ○녹색이다.
🈯키타아야세 지선도 있다.

## 역사
- 1969년 12월 20일: 오테마치 역 ~ 기타센주 역이 개통.
- 1971년 3월 20일: 가스미가세키 역 ~ 오테마치 역이 개통.
- 1971년 4월 20일: 기타센주 역 ~ 아야세 역이 개통. 일본국유철도(당시) 조반선 아비코역(지바현 아비코시)까지 서로 직결 운행을 시작.
- 1972년 10월 20일: 요요기 공원역 ~ 가스미가세키 역이 개통.
- 1978년 3월 31일: 요요기우에하라 역 ~ 요요기 공원역이 개통. 오다큐 전철 오다와라 선 혼아쓰기 역(가나가와현 아쓰기시)까지 서로 직결 운행을 시작.
- 1979년 12월 20일: 아야세 역 ~ 기타아야세 역을 잇는 지선이 개통. 차고선을 일부 여객선으로 바꾼 부분.
- 1982년 11월 15일: 조반선 직결 운행 구간을 도리데역(이바라키현 도리데시)까지 연장
- 1995년 3월 20일: 도쿄 지하철 사린 사건
- 2002년 3월 23일: 오다큐 전철 직결 운행 구간을 일부 오다큐 전철 다마 선 가라키다 역(도쿄도 다마시)으로 변경

## 차량
- 05계 (기타아야세 지선용)
- 16000계
- JR 동일본 E233계 2000번대 조반 완행선 차량
- 오다큐 전철 4000형
- 오다큐 전철 60000형 - 조반 완행선 직결 운행 불가 차량

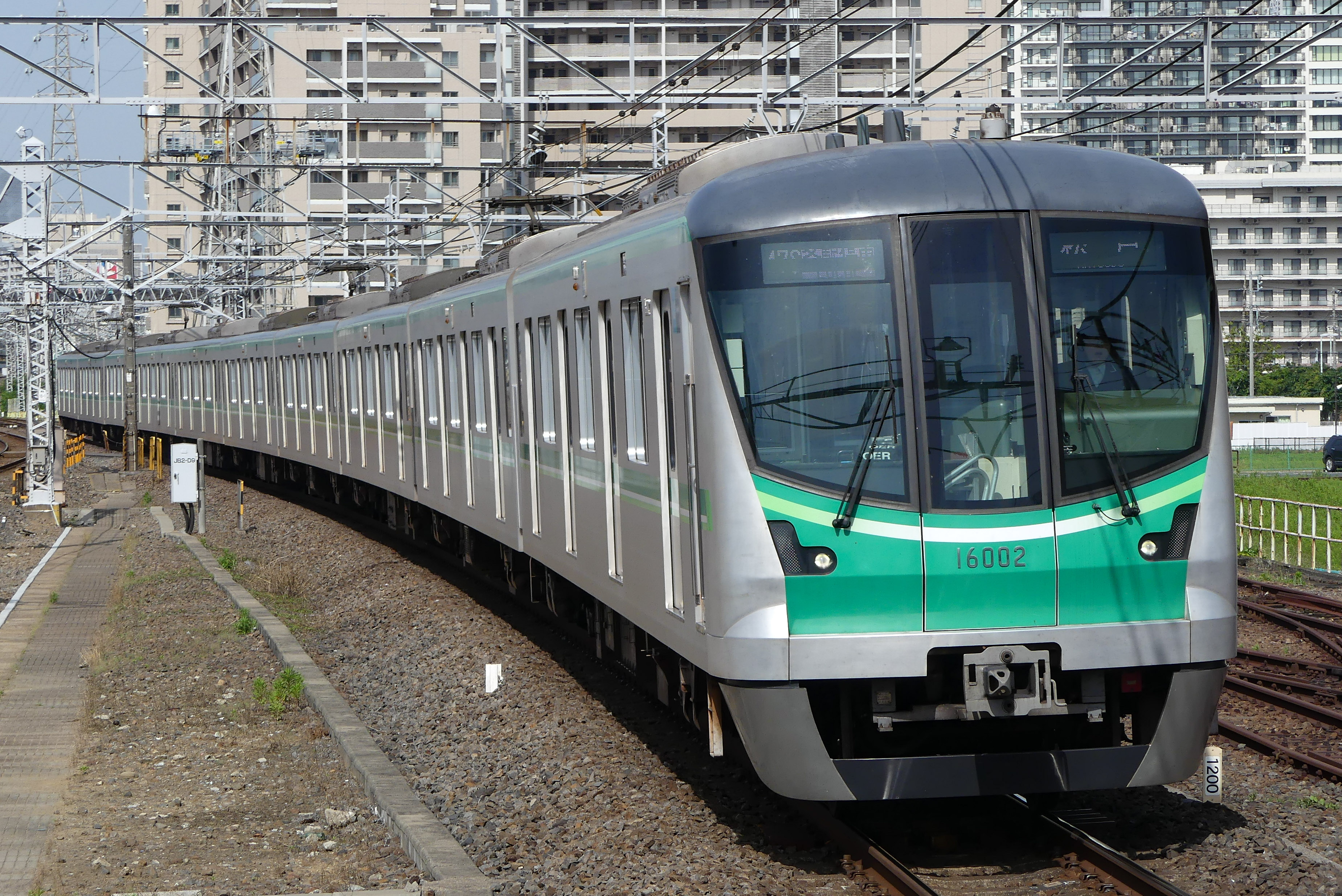
16000계
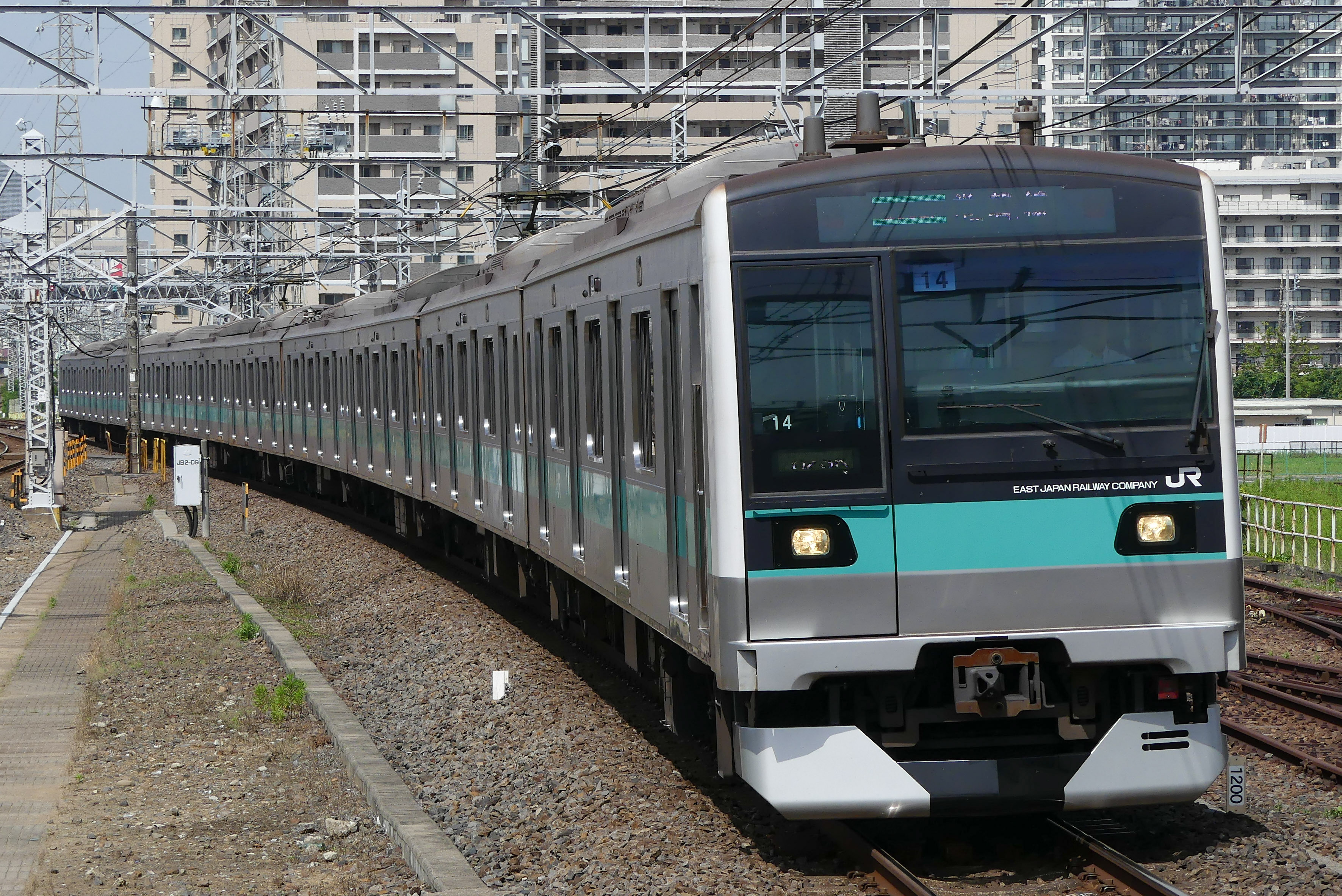
JR 동일본 E233계 2000번대
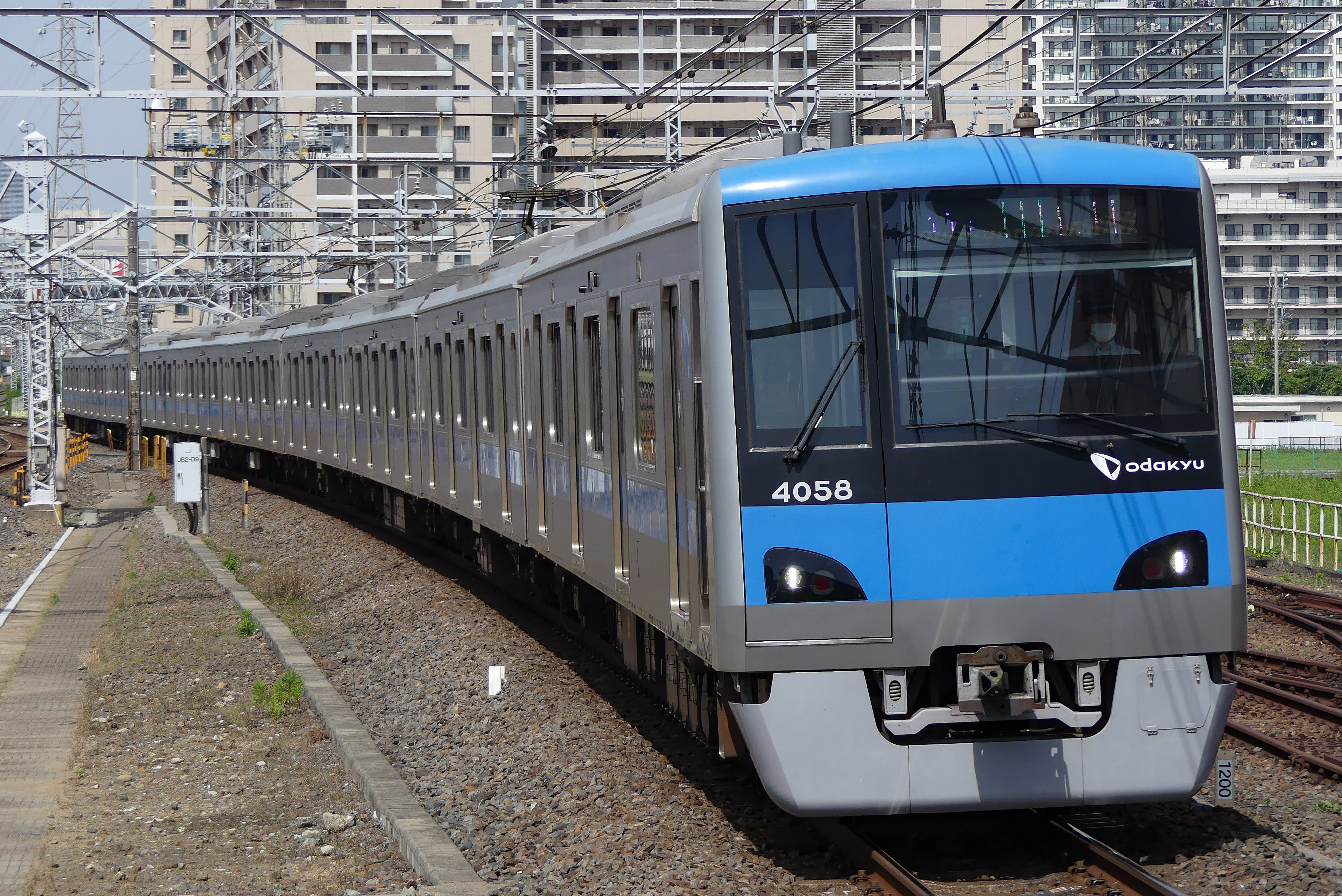
오다큐 전철 4000형
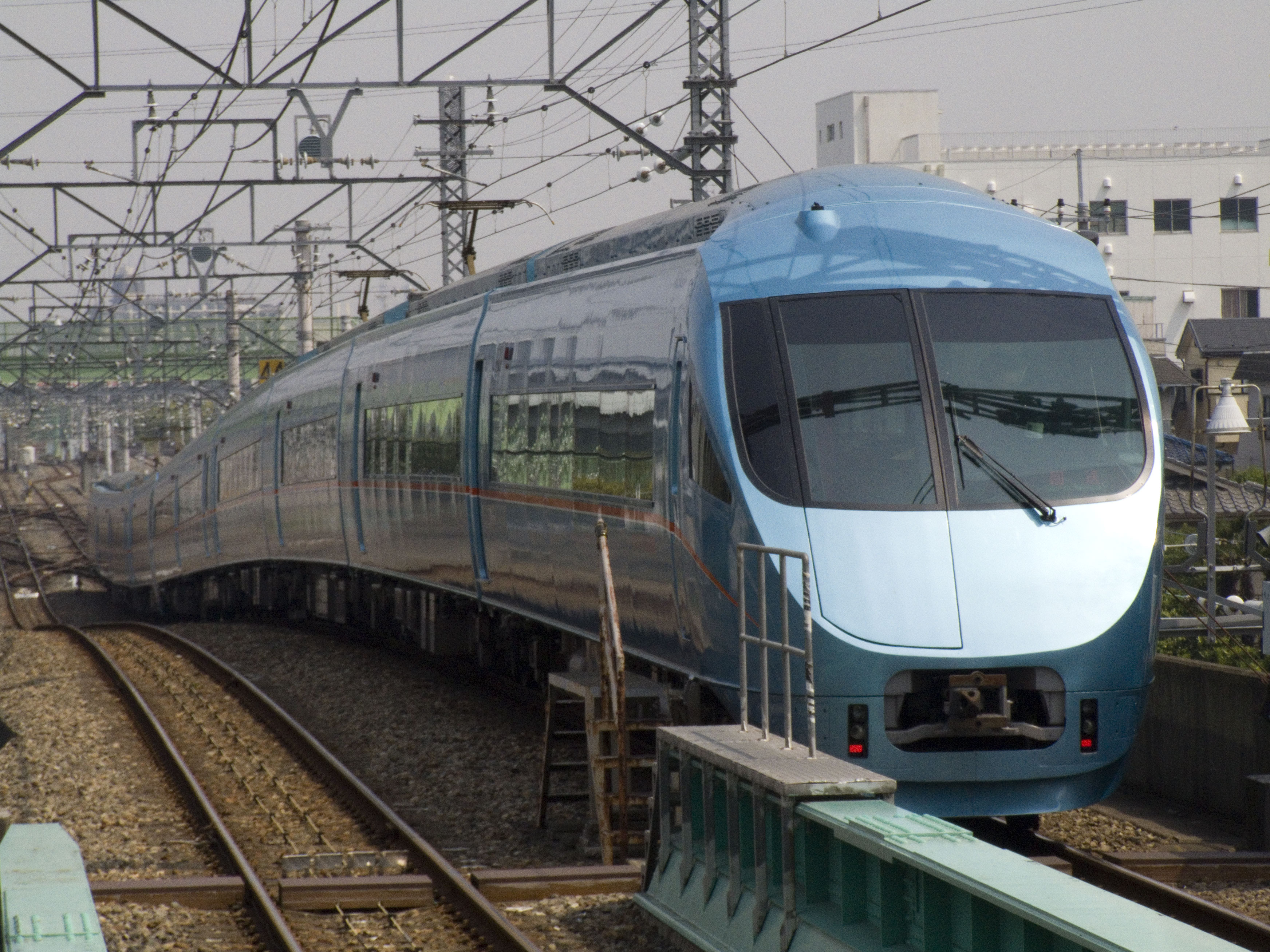
오다큐 전철 60000형

### 운행을 종료한 차량
- 6000계 (2018년 11월 18일 종운)
- 06계 (2015년 1월 28일 종운)
- 07계 (2008년 9월 11일부터 12월까지 한정 운행, 도자이 선의 푸른 띠로 운행)
- JR 동일본 207계 (2009년 12월 5일 종운)
- JR 동일본 203계 (2011년 9월 26일 종운)
- JR 동일본 209계 1000번대 - 오다큐 선 직결 운행 불가 차량
- 오다큐 전철 9000형(1990년 종운)
- 오다큐 전철 1000형(2010년 종운)

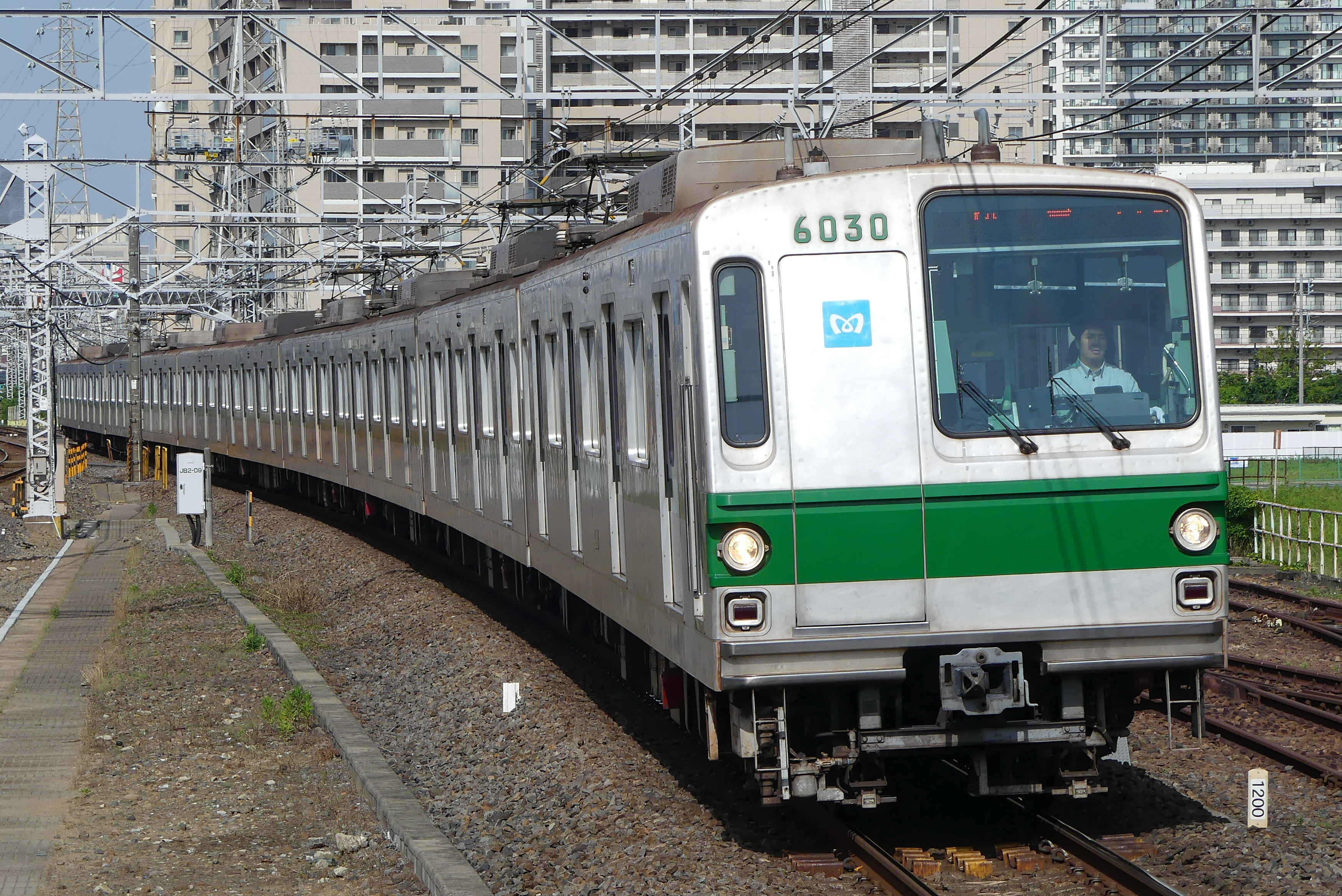
6000계
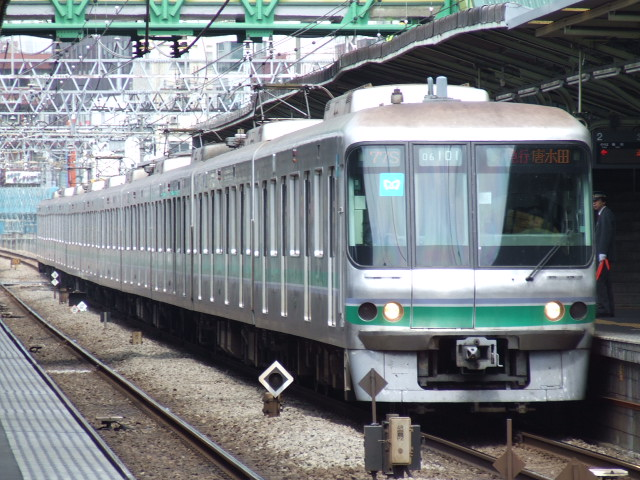
06계
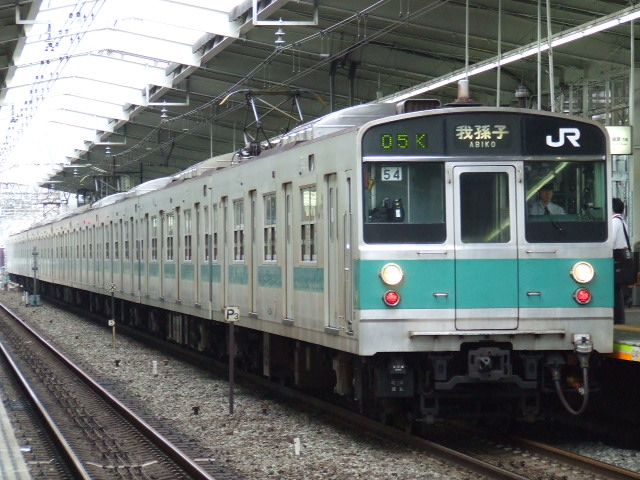
JR 동일본 203계
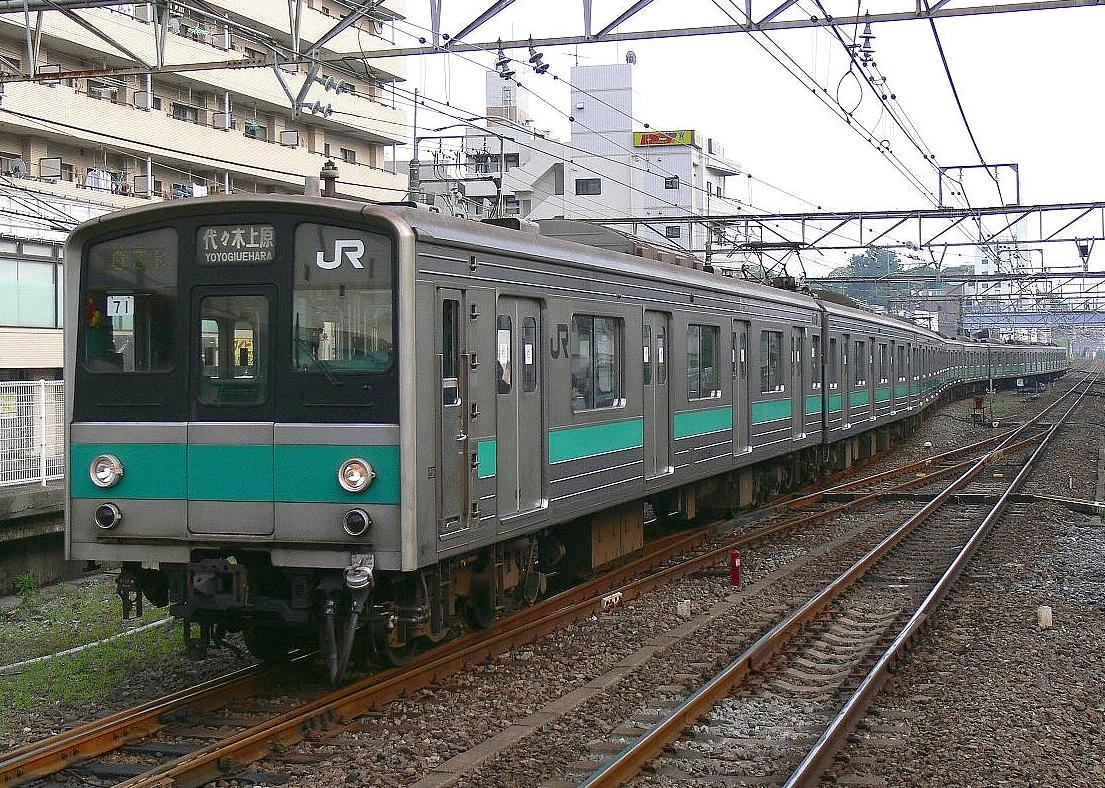
JR 동일본 207계
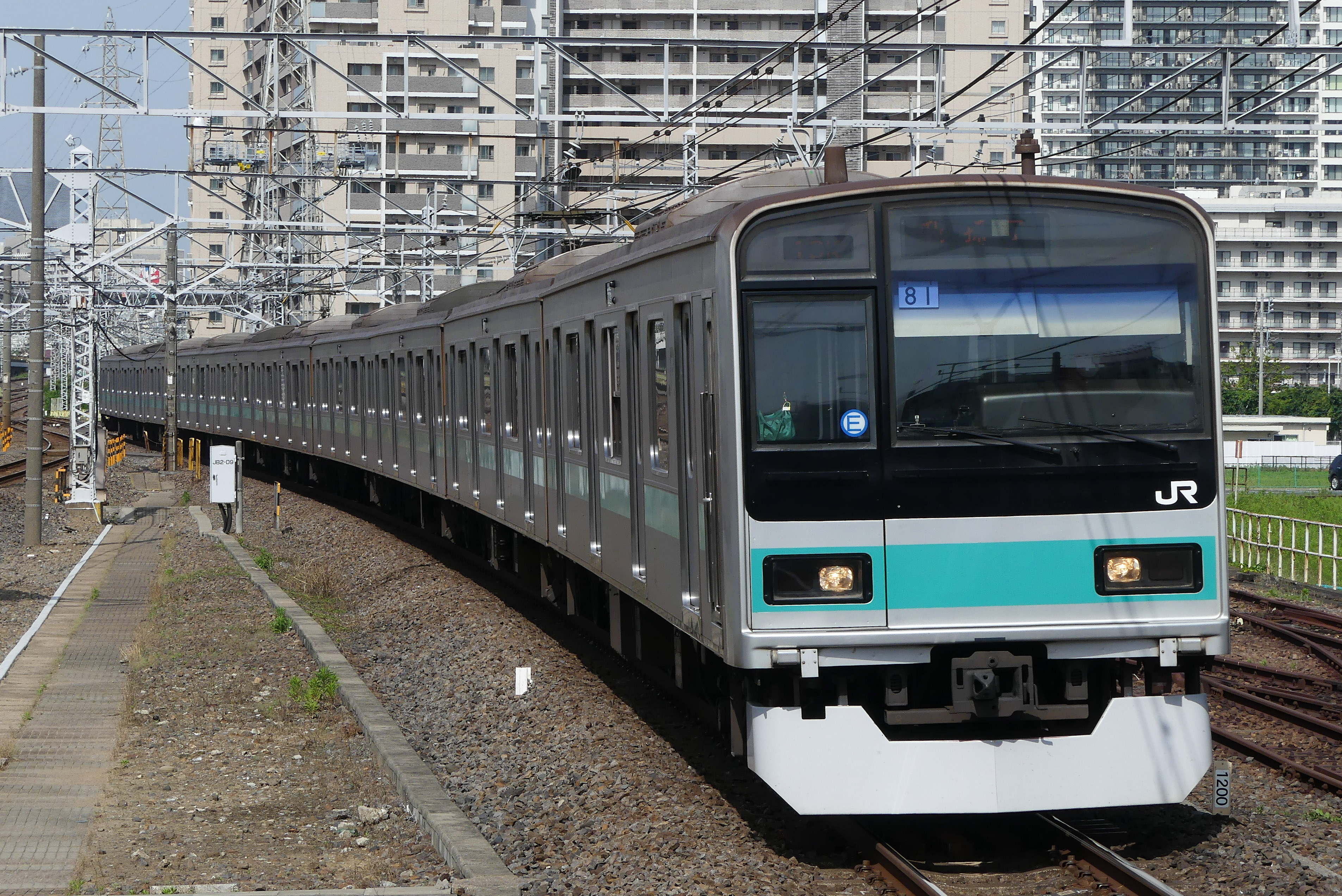
JR 동일본 209계 1000번대
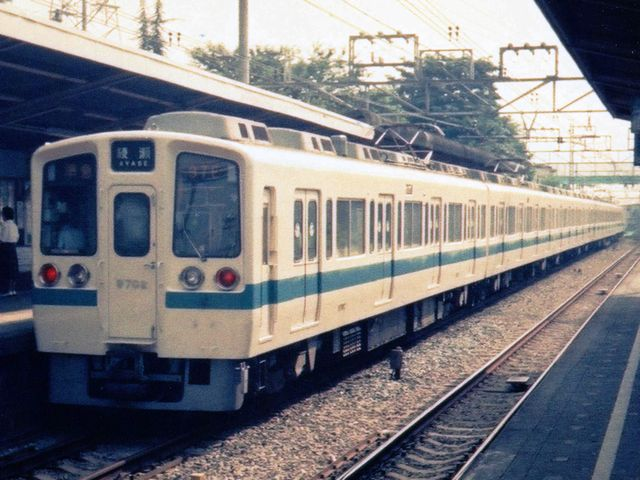
오다큐 전철 9000형
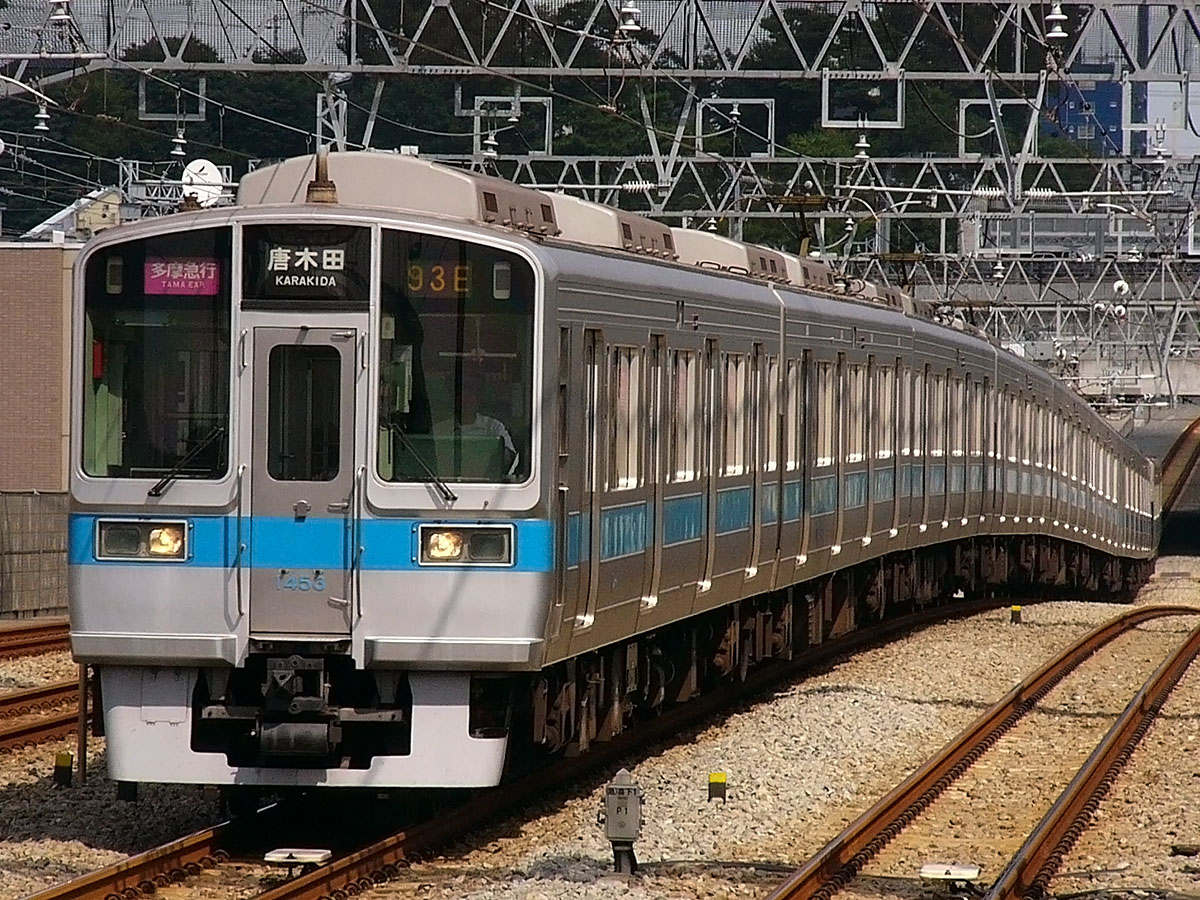
오다큐 전철 1000형

## 역 목록

### 본선
| 역 번호 | 역명                      | 일어 역명         | 특 급 | 접속 노선 | 역간 거리 | 누적 거리 | 소재지 | 소재지     |
| ------- | ------------------------- | ----------------- | ----- | --- | --------- | --------- | ------ | ---------- |
| C-01    | 요요기우에하라            | 代々木上原        | │     | 오다큐 전철 오다와라 선 (OH 05, 직결 운행)                                                                                                |           | 0.0       | 도쿄도 | 시부야구   |
| C-02    | 요요기코엔                | 代々木公園        | │     | | 1.0       | 1.0       | 도쿄도 | 시부야구   |
| C-03    | 메이지진구마에 (하라주쿠) | 明治神宮前 (原宿) | │     | 후쿠토신 선 (F-15) 야마노테 선 (하라주쿠역, JY 19)                                                                                        | 1.2       | 2.2       | 도쿄도 | 시부야구   |
| C-04    | 오모테산도                | 表参道            | ●     | 긴자 선 (G-02) 한조몬 선 (Z-02) | 0.9       | 3.1       | 도쿄도 | 미나토구   |
| C-05    | 노기자카                  | 乃木坂            | │     | [ 1 ] | 1.4       | 4.5       | 도쿄도 | 미나토구   |
| C-06    | 아카사카 (TBS 앞)         | 赤坂 (TBS前)      | │     | | 1.1       | 5.6       | 도쿄도 | 미나토구   |
| C-07    | 곳카이기지도마에          | 国会議事堂前      | │     | 마루노우치 선 (M-14) 긴자 선 (다메이케산노 역, G-06) 난보쿠 선 (다메이케산노 역, N-06)                                                    | 0.8       | 6.4       | 도쿄도 | 지요다구   |
| C-08    | 가스미가세키              | 霞ヶ関            | ●     | 히비야 선 (H-07) 마루노우치 선 (M-15) | 0.8       | 7.2       | 도쿄도 | 지요다구   |
| C-09    | 히비야                    | 日比谷            | │     | 히비야 선 (H-08) 미타 선 (I-08) 유라쿠초 선 (유라쿠초역, Y-18) 야마노테 선 (유라쿠초역, JY 30) 게이힌 도호쿠 선 (유라쿠초역, JK 25)       | 0.8       | 8.0       | 도쿄도 | 지요다구   |
| C-10    | 니주바시마에 (마루노우치) | 二重橋前 (丸の内) | │     | [ 2 ] | 0.7       | 8.7       | 도쿄도 | 지요다구   |
| C-11    | 오테마치                  | 大手町            | ●     | 마루노우치 선 (M-18) 도자이 선 (T-09) 한조몬 선 (Z-08) 미타 선 (I-09)                                                                     | 0.7       | 9.4       | 도쿄도 | 지요다구   |
| C-12    | 신오차노미즈              | 新御茶ノ水        | │     | 마루노우치 선 (아와지초 역, M-19) 신주쿠 선 (오가와마치역, S-07) 주오 쾌속선 (오차노미즈역, JC 03) 주오·소부 완행선 (오차노미즈역, JB 18) | 1.3       | 10.7      | 도쿄도 | 지요다구   |
| C-13    | 유시마                    | 湯島              | │     | [ 3 ] | 1.2       | 11.9      | 도쿄도 | 분쿄구     |
| C-14    | 네즈                      | 根津              | │     | | 1.2       | 13.1      | 도쿄도 | 분쿄구     |
| C-15    | 센다기                    | 千駄木            | │     | 1.0 | 14.1      |           | 도쿄도 | 분쿄구     |
| C-16    | 니시닛포리                | 西日暮里          | │     | 야마노테 선 (JY 08) 게이힌 도호쿠 선 (JK 33) 닛포리·도네리 라이너 (NT 02)                                                                 | 0.9       | 15.0      | 도쿄도 | 아라카와구 |
| C-17    | 마치야                    | 町屋              | │     | 게이세이 전철 본선 (KS 04) 아라카와 선 (마치야 역 앞 정류장, SA 06)                                                                       | 1.7       | 16.7      | 도쿄도 | 아라카와구 |
| C-18    | 기타센주                  | 北千住            | ●     | 히비야 선 (H-22) 도부 철도 이세사키 선 (TS-09) 조반 쾌속선 (JJ 05) 쓰쿠바 익스프레스 (TX 05)                                              | 2.6       | 19.3      | 도쿄도 | 아다치구   |
| C-19    | 아야세                    | 綾瀬              |       | 지선 (C-19, 직결 운행) 조반 완행선 (JL 19, 직결 운행)                                                                                     | 2.6       | 21.9      | 도쿄도 | 아다치구   |

- 특급 : 특급 로망스카 정차역 (메트로 모닝웨이, 메트로 홈웨이, 메트로 에노시마, 메트로 하코네)

### 지선
| 역 번호 | 역명       | 일어 역명 | 접속 노선                                  | 역간 거리 | 누적 거리 | 소재지          | 소재지 |
| ------- | ---------- | --------- | ------------------------------------------ | --------- | --------- | --------------- | ------ |
| C-19    | 아야세     | 綾瀬      | 본선 (C-19, 직결 운행) 조반 완행선 (JL 19) |           | 0.0       | 도쿄도 아다치구 |        |
| C-20    | 기타아야세 | 北綾瀬    |                                            | 2.1       | 2.1       | 도쿄도 아다치구 |        |

### 기타
- 운임 계산과 관련하여, 기타센주 ~ 아야세 구간을 조반 완행선으로 간주하는 경우도 있다.

1. ↑  롯폰기역과 가까우나 환승 인정은 되지 않는다.
2. ↑  도쿄역과 가까우나 환승 인정은 되지 않는다.
3. ↑  우에노오카치마치역과 가까우나 환승 인정은 되지 않는다.